# أوماغ
أوماغ (بالكرواتية: Umag)‏ هي بلدة، في كرواتيا، تقع في مقاطعة إستريا، تبلغ مساحتها 87 كيلومتر مربع، رمزها البريدي هو 52470.

## مدن توأم
المدن التوأم:
- Mussolente [الإنجليزية]‏.

## أعلام
- لوكا بيلكي